# United States Hockey Hall of Fame
United States Hockey Hall of Fame är en amerikansk organisation, som grundades 1973 med syftet att bevara ishockeyns historia i USA, och erkännande av extraordinära insatser från utvalda spelare, tränare, administratörer, funktionärer och lag. Organisationen har sitt säte i Eveleth, Minnesota.
Nya medlemmar tas in årligen baserat på deras bidrag till hockey i USA under loppet av deras karriärer. Varje år begärs nomineringar av USA Hockey från de som är villiga att styrka en viss individs eller lags kandidatur för introduktion under perioden 1 januari till 31 mars. Alla nomineringar skickas vidare till Hall of Fames urvalskommitté  för granskning.
Efter en grundlig utvärdering av varje kandidat genomför urvalskommittén en omröstning för att välja ut nya medlemmarna. Det finns nu 2022, 195 medlemmar. 
Organisationens museum "The United States Hockey Hall of Fame Museum" och har en permanent utställning med alla medlemmars historia och prestationer inom amerikansk ishockey, och samlingar av föremål med anknytning till ishockey. 
United States Hockey Hall of Fame instiftade 1999 "Wayne Gretzky International Award" för att hedra internationella individer som har gjort stora bidrag till ishockeyns tillväxt och framsteg i USA. 